# Multi-Facial
 (novembre 2009).
Si vous disposez d'ouvrages ou d'articles de référence ou si vous connaissez des sites web de qualité traitant du thème abordé ici, merci de compléter l'article en donnant les références utiles à sa vérifiabilité et en les liant à la section « Notes et références ».
Multi-Facial est un court métrage réalisé en 1994, produit par et mettant en scène Vin Diesel.

## Synopsis
Le film raconte les problèmes professionnels et affectifs rencontrés par Mike (joué par l’auteur), un acteur métis italo-afro-américain.